# الکساندر اولیانوف

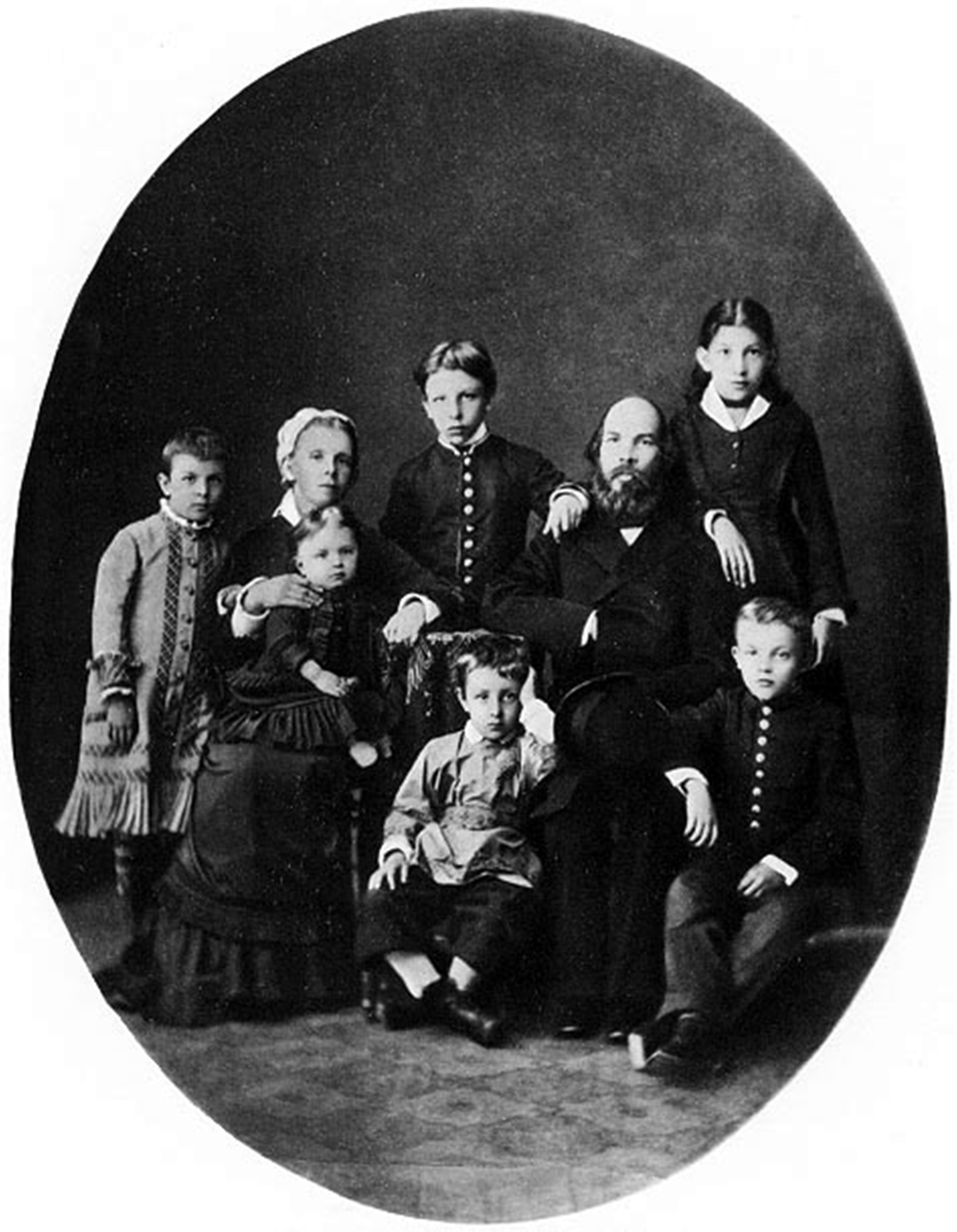
خانواده اولیانوف، ۱۸۷۹ (الکساندر ایستاده در وسط، ولادیمیر (لنین) نشسته‌ در سمت راست).

الکساندر ایلیچ اولیانوف (روسی: Алекса́ндр Ильи́ч Улья́нов؛ زاده: ۱۲ آوریل ۱۸۶۶ – درگذشته ۸ مهٔ ۱۸۸۷) یک روسی انقلابی و برادر بزرگتر ولادیمیر لنین بود. او همچنین بنام ساشا (مخفف نام اسکندر) معروف بود.

## تحصیلات
اولیانوف از کالج سیمبیرسک با درجه ممتاز فارغ‌التحصیل شد و در سال ۱۸۸۳ وارد دانشگاه سن پترزبورگ گردید و در آنجا درجه تخصصی علوم طبیعی را گرفت و مدال طلای دیگری را برای کار خود در زمینه زیست‌شناسی کسب کرد.

## فعالیت‌های سیاسی
در دانشگاه، در جلسات غیرقانونی و تظاهرات شرکت می‌کرد و برای دانشجویان و کارگران سخنرانی می‌کرد. در سال ۱۸۸۶، او عضو «شاخه ترور» جایگزین (حزب اراده ملی) شد. او یکی از نویسندگان مارکسیسم و از تأثیرگذاران آن بود.
بعد از اعلام طبقه کارگر به عنوان یک «هسته حزب سوسیالیست»، در برنامه حزب، با ابتکار روشنفکران انقلابی در مبارزه با استبداد، ترور به عنوان ابزار مبارزه تأیید گردید.

## تلاش برای ترور الکساندر سوم
اولیانوف و رفقایش یک طرح ترور برای الکساندر سوم روسیه تهیه کردند. در اول مارس ۱۸۷۷ مصادف با ششمین سالگرد ترور الکساندر دوم سه نفر از آن‌ها که تلاش کردند تا یک بمب به کالسکه الکساندر پرتاب کنند، که توسط پلیس شناسائی و در نوسکی پرویپکت بازداشت شدند.

## دستگیری و اعدام
الکساندر هرساله در این روز برای ادای احترام به پدر ترور شده‌اش به کلیسا می‌رفت. در پیگیری اولیانوف که هم ایدئولوگ گروه و هم شیمی‌دان تهیه‌کننده بمب بود دستگیر شد. در دادگاه اولیانوف به دفاع سیاسی از خود پرداخت. در دادگاه کلیه دست‌اندرکاران ترور به مرگ محکوم شدند و پنج نفر از محکومان به‌وسیلهٔ الکساندر سوم بخشوده نشدند که یکی از آن‌ها اولیانوف بود و او همراه ۴ نفر دیگر از رفقایش در ۸ مارس در شلیسلبورگ به دار آویخته شدند. یکی از آنهایی که بخشوده شد برونیسلاو پیلسودسکی برادر ژوزف پیلسودیکی بود.

## بعد از اعدام
اعدام برادر لنین ممکن است روی او تأثیر گذاشته و او را در امر مبارزه رادیکال‌تر کرده باشد چرا که او در اعتراضات دانشجوئی و تبلیغات انقلابی بیشتر شرکت می‌کرد، یا اینکه ممکن است نه، او به تاکتیک دیگری می‌اندیشید. می‌گویند وقتی خبر اعدام برادرش را شنید به آرامی گفت که «راه دیگری هست»، که شامل طرح ترور تزار یا سران عالی‌رتبه رژیم نمی‌شود. گرچه لئون تروتسکی می‌گوید بعید است که چنین باشد زیرا لنین تا اوایل سالهای ۱۸۹۰ یکی از طرفداران ترور بود، و این واقعیت که او در روزی که اولیانوف اعدام شد با برادر کوچکش دیمیتری ۱۳ ساله و خواهر کوچکتر ۹ ساله‌اش در خانه بود. در همان موقع هم لنین درگیر امتحانات نهائی فارغ‌التحصیلی‌اش بود.
سیاره کوچک اولیانوف ۲۱۱۲ که توسط ستاره‌شناس روسی تامارا میخائیلونا سمیرانوا کشف شد به نام اولیانوف نامگذاری شد.